# De femtiotre raststationerna från Tōkaidō
De femtiotre raststationerna från Tōkaidō (東海 道 五十 三次, Tōkaidō Gojūsan-tsugi) är en serie ukiyo-e träsnitttryck skapade av Utagawa Hiroshige efter hans första resa längs Tōkaidō 1832. Första upplagan, den så kallade Hōeidōutgåvan, kom under åren 1833–1834. Därefter följde flera andra utgåvor av serien i olika versioner. Även andra konstnärer har arbetat med samma motiv men Hiroshiges serier är utan tvekan de mest kända. Tōkaidōvägen, som förbinder shoguns huvudstad, Edo, med den kejserliga, Kyōto, var den viktigaste res- och transportvägen i det gamla Japan. Det är också den viktigaste av de "fem vägarna" (Gokaidō) - de fem stora vägarna i Japan som anlades under Edoperioden för att ytterligare stärka den centrala andra shogunatets kontroll.
Trots att Hōeidōutgåvan är den överlägset mest kända, var de femtiotre raststationerna ett så populärt tema att det ledde till att Hiroshige skapade cirka 30 olika serier av träsnittryck med Tōkaidōvägen, alla mycket olika i storlek (ōban eller chuban), design och även i antal. Vissa serier innehåller bara några få tryck.
Hōeidōutgåvan av Tōkaidō är Hiroshiges mest kända verk och även det mest sålda ukiyo-e-trycket. Det publicerades strax efter Hokusais trettiosex vyer av Fuji-serien och etablerade det nya huvudtemat för ukiyo-e, landskapstrycket, eller fūkei-ga, med ett särskilt fokus på "berömda vyer" (meisho). Dessa landskapsavtryck utnyttjade fullt ut de nya möjligheterna som den västerländska perspektivrepresentationen erbjöd, som japanska konstnärer nu helt hade integrerat. Hiroshiges serie blev en stor framgång, inte bara i Japan utan senare även i västlandet.

## Hiroshige och Tōkaidō
1832 reste Hiroshige på Tōkaidō från Edo till Kyoto där han var en del av en officiell delegation som transporterade hästar som skulle bli en gåva till kejsaren från shogun. Sådana gåvor gjordes årligen för att erkänna  kejsarens gudomliga status.
Resens landskap gjorde ett djupt intryck på konstnären, och han skapade många skisser under resan, liksom under återresan till Edo. Efter hemkomsten började han omedelbart arbeta med de första trycken. Så småningom skulle han komma att producera 55 träsnitt i hela serien: ett för varje station, plus ett för starten och ett för slutpunkten.
Det första träsnittet i serien publicerades gemensamt av förlagen Hōeidō och Senkakud. Hōeidō hanterade sedan alla efterföljande utgåvor på egen hand. Träsnitt av denna typ såldes vanligtvis som nya för mellan 12 och 16 kopparmynt styck vilket ungefär motsvarade priset för ett par halmsandaler eller en skål soppa. Framgången med de femtiotre raststationerna från Tōkaidō etablerade Hiroshige som den mest framstående och framgångsrika tryckmakaren i Tokugawa-eran.
Hiroshige följde upp denna serie med de sextionio raststationerna från Kiso Kaidō vilka utfördes i samarbete med Keisai Eisen. De dokumenterade var och en av stationerna från Nakasendō (som alternativt kallades Kiso Kaidō).

## Hōeidōutgåvan (1833–1834)
Hōeidōupplagans titel är Tōkaidō Gojūsan-tsugi no uchi (東海 道 五十 三次 之 内). Förutom de femtiotre stationerna innehåller serien ett tryck för avresan, Nihonbashi (Japans bro), och det sista trycket, Keishi, Kyoto, det kejserliga huvudstaden.
| Nr | Träsnitt                       | Station nr och engelskt namn                                     | Japanska         | Transliteration                        |
| -- | ------------------------------ | ---------------------------------------------------------------- | ---------------- | -------------------------------------- |
| 1  | Första utgåvan: Andra utgåvan: | Leaving Edo : Nihonbashi, (The bridge of Japan)                  | 日本橋           | Nihonbashi                             |
| 2  |                                | 1st station : Shinagawa                                          | 品川             | Shinagawa                              |
| 3  |                                | 2nd station : Kawasaki                                           | 川崎             | Kawasaki                               |
| 4  |                                | 3rd station : Kanagawa                                           | 神奈川           | Kanagawa                               |
| 5  |                                | 4th station : Hodogaya                                           | 程ヶ谷, 保土ヶ谷 | Hodogaya                               |
| 6  |                                | 5th station : Totsuka                                            | 戸塚             | Totsuka                                |
| 7  |                                | 6th station : Fujisawa                                           | 藤沢             | Fujisawa                               |
| 8  |                                | 7th station : Hiratsuka                                          | 平塚             | Hiratsuka                              |
| 9  |                                | 8th station : Oiso (Rain on a town by the coast)                 | 大磯             | Oiso                                   |
| 10 |                                | 9th station : Odawara (Crossing the Sakawa river at a ford)      | 小田原           | Odawara                                |
| 11 |                                | 10th station : Hakone (High rocks by a lake)                     | 箱根             | Hakone                                 |
| 12 |                                | 11th station : Mishima (Travellers passing a shrine in the mist) | 三島             | Mishima                                |
| 13 |                                | 12th station : Numazu                                            | 沼津             | Numazu                                 |
| 14 |                                | 13th station : Hara (Travellers passing Mount Fuji)              | 原               | Hara                                   |
| 15 |                                | 14th station : Yoshiwara                                         | 吉原             | Yoshiwara                              |
| 16 |                                | 15th station : Kanbara (A village in the snow)                   | 蒲原             | Kanbara                                |
| 17 |                                | 16th station : Yui (Travellers on a high cliff by the sea)       | 由井, 由比       | Yui                                    |
| 18 |                                | 17th station : Okitsu                                            | 興津             | Okitsu                                 |
| 19 |                                | 18th station : Ejiri                                             | 江尻             | Ejiri                                  |
| 20 |                                | 19th station : Fuchū                                             | 府中, 駿府       | Fuchū                                  |
| 21 |                                | 20th station : Mariko (A roadside restaurant)                    | 鞠子, 丸子       | Mariko                                 |
| 22 |                                | 21st station : Okabe                                             | 岡部             | Okabe                                  |
| 23 |                                | 22nd station : Fujieda                                           | 藤枝             | Fujieda                                |
| 24 |                                | 23rd station : Shimada                                           | 島田             | Shimada                                |
| 25 |                                | 24th station : Kanaya (Crossing a wide river)                    | 金屋, 金谷       | Kanaya                                 |
| 26 |                                | 25th station : Nissaka                                           | 日坂             | Nissaka                                |
| 27 |                                | 26th station : Kakegawa                                          | 掛川             | Kakegawa                               |
| 28 |                                | 27th station : Fukuroi                                           | 袋井             | Fukuroi                                |
| 29 |                                | 28th station : Mitsuke                                           | 見附             | Mitsuke                                |
| 30 |                                | 29th station : Hamamatsu                                         | 浜松             | Hamamatsu                              |
| 31 |                                | 30th station : Maisaka                                           | 舞阪             | Maisaka                                |
| 32 |                                | 31st station : Arai                                              | 荒井, 新居       | Arai                                   |
| 33 |                                | 32nd station : Shirasuka                                         | 白須賀           | Shirasuka                              |
| 34 |                                | 33rd station : Futagawa                                          | 二川             | Futagawa                               |
| 35 |                                | 34th station : Yoshida                                           | 吉田             | Yoshida                                |
| 36 |                                | 35th station : Goyu                                              | 御油             | Goyu                                   |
| 37 |                                | 36th station : Akasaka                                           | 赤坂             | Akasaka                                |
| 38 |                                | 37th station : Fujikawa                                          | 藤川             | Fujikawa                               |
| 39 |                                | 38th station : Okazaki                                           | 岡崎             | Okazaki                                |
| 40 |                                | 39th station : Chiryu                                            | 池鯉鮒, 知立     | Chiryu                                 |
| 41 |                                | 40th station : Narumi                                            | 鳴海             | Narumi                                 |
| 42 |                                | 41st station : Miya                                              | 宮               | Miya                                   |
| 43 |                                | 42nd station : Kuwana                                            | 桑名             | Kuwana                                 |
| 44 |                                | 43rd station : Yokkaichi                                         | 四日市           | Yokkaichi                              |
| 45 |                                | 44th station : Ishiyakushi                                       | 石薬師           | Ishiyakushi                            |
| 46 |                                | 45th station : Shōno (Travellers surprised by sudden rain)       | 庄野             | Shōno                                  |
| 47 |                                | 46th station : Kameyama (A castle on a snow-covered slope)       | 亀山             | Kameyama                               |
| 48 |                                | 47th station : Seki (Departure from the inn)                     | 関               | Seki                                   |
| 49 |                                | 48th station : Sakashita                                         | 坂下             | Sakashita                              |
| 50 |                                | 49th station : Tsuchiyama                                        | 土山             | Tsuchiyama                             |
| 51 |                                | 50th station : Minakuchi                                         | 水口             | Minakuchi                              |
| 52 |                                | 51st station : Ishibe                                            | 石部             | Ishibe                                 |
| 53 |                                | 52nd station : Kusatsu                                           | 草津             | Kusatsu                                |
| 54 |                                | 53rd station : Otsu                                              | 大津             | Otsu                                   |
| 55 |                                | The end of the Tōkaidō: arriving at Kyoto.                       | 京師             | Sanjō Ōhashi at Keishi ("the capital") |

## Kyokautgåvan (1840–1842)
Efter framgången med Tokaidoserien följde Hiroshige upp med en annan serie i slutet av 1830-talet, publicerad av Sanoya Kihei (Kikakudō). I den nya uppsättningen försågs varje tryck med en komisk vers, eller Kyoka. Utan denna vers har serien kallats Sanoki efter det utgivande förlaget för denna version. Den publicerades under åren 1840-42 och trycktes i formatet chūban (中判) vilket innebar medium, i centimeter ungefär 26 × 19 (i tum 10.2 × 7.5).

## Gyoshoutgåvan (1841–1844)
Den så kallade Gyoshoutgåvan (Tōkaidō gojūsan tsugi no uchi 東海道五十三次之内) innehåller också 55 motiv varav några finns i olika versioner. Namnet Gyōsho Tōkaidō kommer från stilen som titeln är skriven i. Den publicerades i aiban (合判), ett mellanformat som är större än chuban, i centimeter 34 × 22,5 (i tum 13.4 × 8.9) under åren 1841-1844 av Ezakiya Kichibei (Tenjudō) och Yamadaya Shōjirō (andra utgåvan). 

## Tsutayautgåvan (1850)
Tsutayautgåvan, kallas även Kichizo Tokaido (Tōkaidō gojūsan tsugi no uchi 東海道六五十三次之内) publicerades under åren 1850-1851 av Tsutaya Kichizō (Kōeidō) vilket gett namn åt utgåvan. Formatet är horisontell chūban och antalet tryck är 54. I denna utgåva lades två tryck på varje papper, därav det jämna antalet och alltså ett tryck mindre än utgåvorna med 55 tryck. Nr 24, Shimada, och 25, Kamada, fick samsas på ett papper. 

## Upprätta Tokaidoutgåvan (1855)
Denna utgåva publicerades i formatet ōban (大判) vilket är ett av de större formaten.

## Anmärkning
1. ↑  Shōno is one of the most famous prints of the whole series.